# Bertrand Godin
Pour les articles homonymes, voir Godin.
Pas d'image ? Cliquez ici
Bertrand Godin est un pilote et chroniqueur automobile né le 17 novembre 1967 à Saint-Hyacinthe, Québec, au Canada. 

## Biographie
Il débute en karting en 1986 à l’âge de 18 ans. Ses nombreux succès en karting l’amène à tenter sa chance en Europe. En 1992, il est pilote d’usine de l’écurie Mygale en Formule Ford en France.  En 1993, il est vice-champion de France de Formule Ford et remporte deux victoires, dont la première de la marque au Circuit Paul Armagnac de Nogaro. Il est à nouveau vice-champion de France en 1994 grâce à huit podiums en 10 courses.
Il revient en Amérique du Nord en 1995 pour remplacer Claude Bourbonnais en série Indy Lights pour quatre courses. Il fera aussi quatre courses dans cette série en 1996. Il obtient son meilleur résultat au Grand Prix de Trois-Rivières avec une cinquième place en 1996.
En 1997, il dispute le championnat de Formule Atlantique. Il remporte sans doute la course la plus importante de sa carrière au circuit Gilles-Villeneuve à Montréal dans le cadre du Grand Prix du Canada. Il triomphe aussi à Cleveland un mois plus tard.
En 1998, il participe au très relevé championnat de Formule 3000 en Europe, l’antichambre de la Formule 1 à l’époque, au sein de l’écurie Durango Formula. Il signe son meilleur résultat dès la première course à Oschersleben en terminant huitième, mais n’inscrit aucun point au championnat.
Au cours des années suivantes, il participe de façon sporadique à différentes épreuves dans différentes catégories de voitures, notamment en Coupe Toyota ou en stock-car, entre autres dans les séries Suprême ADL Tobacco, CASCAR Super Series et Procam.
En 2018 il effectue un retour en force sur la piste au Grand Prix du Canada et au Grand Prix de Trois-Rivières en Formule 1600.  Le 11 août, il écrit une page d'histoire en montant sur la première marche du podium du Grand Prix de Trois-Rivières en Formule 1600.  C'était sa première victoire au Grand-Prix de Trois-Rivières.
Il se consacre maintenant surtout à sa carrière de chroniqueur automobile et de conférencier. Il est également instructeur de conduite pour les aspirants policiers à l'École Nationale de police du Québec.